# Bataille du cap Saint-Vincent (1797)
 (avril 2021).
Si vous disposez d'ouvrages ou d'articles de référence ou si vous connaissez des sites web de qualité traitant du thème abordé ici, merci de compléter l'article en donnant les références utiles à sa vérifiabilité et en les liant à la section « Notes et références ».
Pour les articles homonymes, voir Bataille du cap Saint-Vincent.
Première Coalition
Batailles
La bataille du cap Saint-Vincent est une bataille navale qui a lieu le 14 février 1797 et oppose les flottes britanniques et espagnoles à proximité du cap Saint Vincent, au sud-ouest du Portugal. 
L'amiral Sir John Jervis, fort de ses quinze vaisseaux de ligne. l'emporte sur les 24 navires de l'amiral espagnol, don José de Córdoba.
Les Espagnols perdent en raison de la piètre qualité de leurs équipages. Jervis peut compter sur des matelots disciplinés et sur des commandants chevronnés, tels que Nelson et Collingwood, futurs héros de Trafalgar.

## Contexte
La déclaration de guerre par l'Espagne au Portugal et à la Grande-Bretagne en 1796 a rendu la position britannique en mer Méditerranée dangereuse. La flotte franco-espagnole dans cette mer comptait en effet 38 navires de lignes, contre quinze pour les Britanniques. Cette supériorité force ces derniers à évacuer leurs positions en Corse et sur l'île d'Elbe.
Au début de l'année 1797, la flotte espagnole forte de 27 navires doit rejoindre la flotte française à Brest et entre-temps escorter une flotte de 57 navires marchands à Cadix transportant du mercure, indispensable à la production d'or et d'argent aux Amériques. José de Cordoba et sa flotte quittent Carthagène le 1er février. Prévoyant d'arriver sans dommage à Cadix, les Espagnols se font surprendre par une forte tempête entre Gibraltar et Cadix, qui les déporte plus à l'ouest que prévu dans l'océan Atlantique et oblige les navires espagnols donc à un voyage plus long vers Cadix.
Pendant, ce temps, John Jervis fait appareiller une flotte de dix navires de Tage pour intercepter les Espagnols. Le 6 février, Jervis arrive au large du cap Saint-Vincent et est renforcé par l'arrivée de cinq navires sous le commandement de l'amiral William Parker.
Le 11 février, la frégate Minerve, sous le commandement d'Horatio Nelson, croise à proximité immédiate de la flotte espagnole en profitant d'un épais brouillard pour ne pas se faire repérer. Nelson atteint la flotte britannique le 13 février et transmet la position des navires espagnols au commandement britannique. À cause du brouillard, il ne peut pas en comptabiliser le nombre, mais Jervis ordonne cependant l'interception.
Au matin du 14 février, Jervis apprend que la flotte espagnole se situe à 35 milles de ses positions et qu'il est avantagé par le vent.

## La bataille

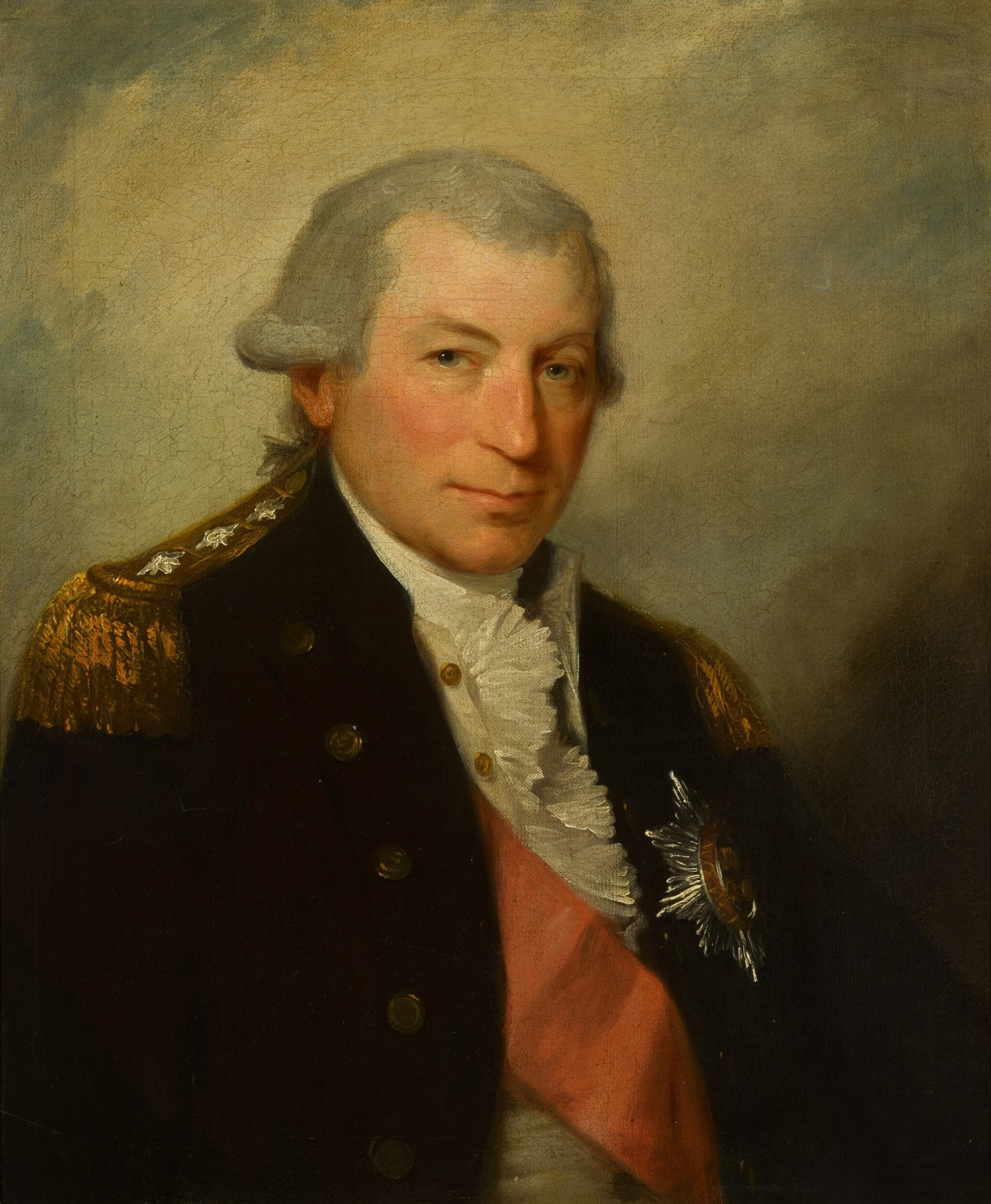
Portrait de l'Amiral John Jervis (1er comte de St Vincent, 1735–1823), commandant la flotte, peint par Lemuel Francis Abbott.

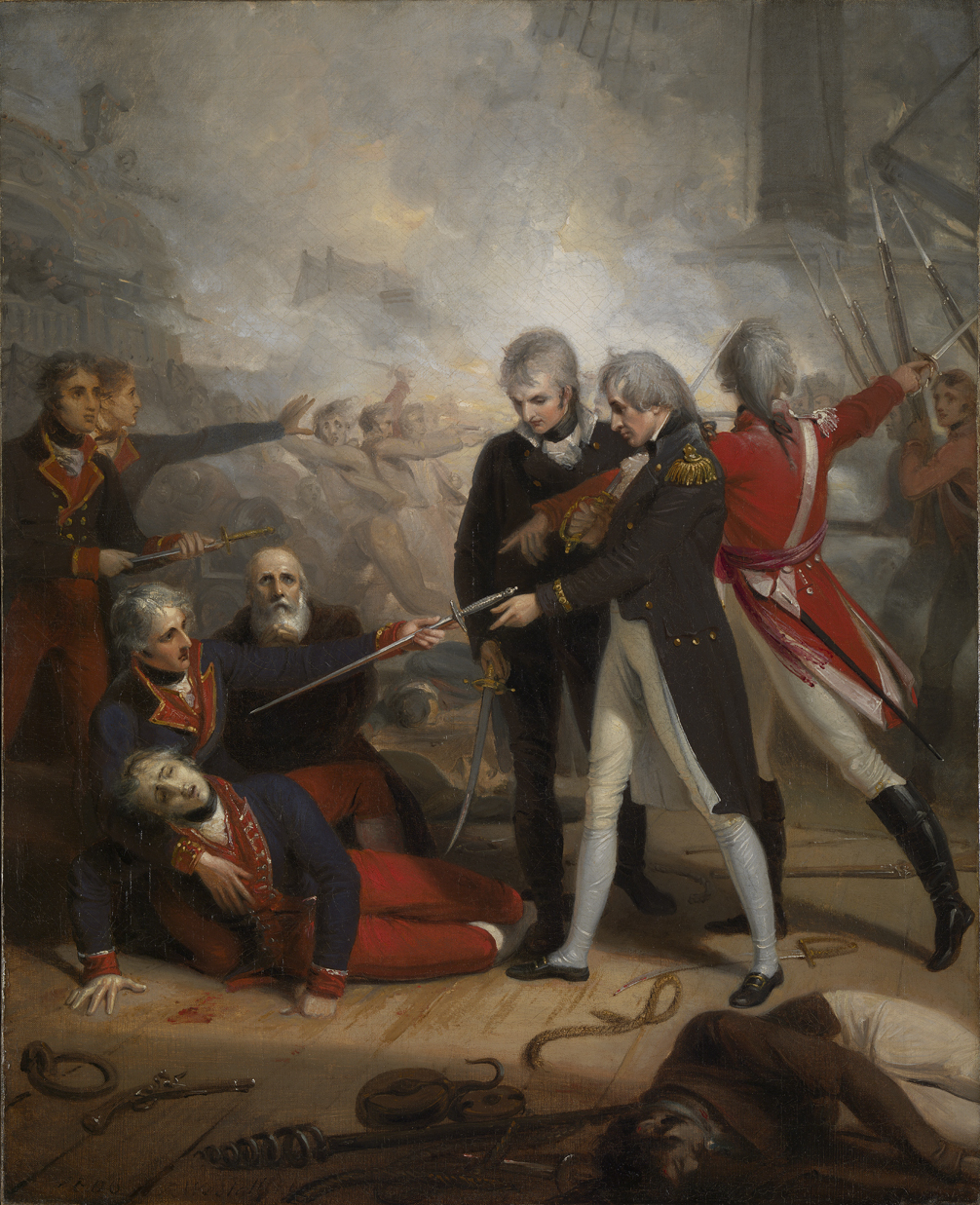
Reddition du San Nicolás à Nelson.

Jervis souhaite engager le combat et les deux flottes se rencontrent le 14 février. Nelson se trouve à l'arrière de la ligne britannique, et se rend compte qu'il faudra un long moment avant qu'il puisse entrer en action. Il effectue alors son premier acte de désobéissance aux ordres. Au lieu de continuer à suivre la ligne, il change de cap, pour engager la bataille avec une division espagnole composée du San José (112 canons), du San Nicolás (80) et de la Santísima Trinidad (130). Il les combat tous les trois, assisté par le HMS Culloden venu à l'aide de Nelson.
Après un duel d'artillerie d'une heure, le Captain et le Culloden sont fortement endommagés. Nelson se trouve bord à bord du San Nicolás et conduit à l'abordage du navire espagnol une partie de son équipage. Il crie « À l'abbaye de Westminster ou une victoire glorieuse » et le force le navire à se rendre. Le San José tente de venir à l'aide du San Nicolas mais a du mal à manœuvrer.
Nelson passe ensuite avec sa compagnie d'abordage du pont du San Nicolás sur celui du San José et le capture également. La nuit tombant, la flotte espagnole bat en retraite vers Cadix. En plus des deux prises de Nelson, deux autres vaisseaux ont été capturés par les Britanniques.

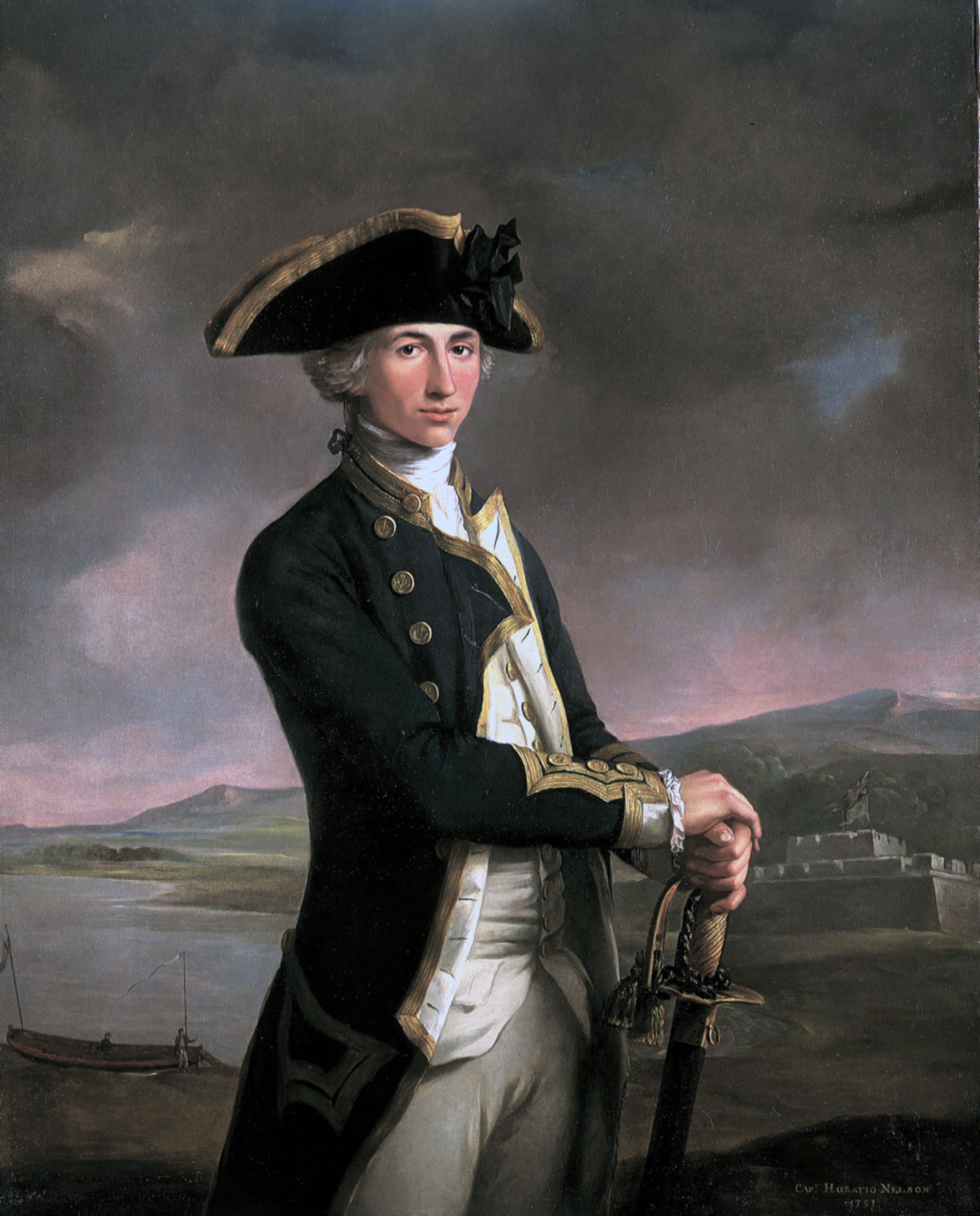
Horatio Nelson en jeune lieutenant devenu capitaine, peint par John Francis Rigaud en 1781, avec en arrière-plan le fort San Juan (Nicaragua), théâtre de son exploit le plus remarquable à cette date. Tableau conservé au National Maritime Museum de Greenwich.

Nelson est victorieux mais a désobéi aux ordres. Étant apprécié de Jervis, l'affaire en reste là. Toutefois, dans son rapport officiel sur la bataille, il n'est pas fait mention de Nelson. Il écrit cependant une lettre privée à George Spencer dans laquelle il explique que Nelson avait beaucoup contribué à la « chance de la journée ». Nelson écrit aussi plusieurs lettres au sujet de sa victoire et note que son action avait été portée à connaissance de la flotte.
Le point de vue de Nelson sur le combat a été plus tard contesté par le contre-amiral William Parker, qui était présent à bord du HMS Prince George. Par ailleurs, Parker a affirmé que Nelson avait été appuyé par plus de navires que ce qu'il avait reconnu et qu'au moment de mener l'assaut sur le San José, le navire avait déjà baissé pavillon.
Néanmoins, la version de Nelson fait référence. Elle est bien accueillie en Grande-Bretagne, où Jervis est fait « vicomte de Saint-Vincent » et Nelson chevalier de l'ordre du Bain. Le 20 février, il est promu contre-amiral de l'Escadre bleue. Cette promotion est cependant liée à son ancienneté, plutôt qu'à ses actions pendant la bataille.

## Conséquences
Cette victoire a découragé tout projet d'alliance entre la France révolutionnaire et le royaume d'Espagne mais a aussi remonté le moral de la Royal Navy. qui avait été fortement ébranlé par toute une série de mutineries. Enfin et surtout, elle a favorisé en Nelson, par la reconnaissance unanime de ses pairs, l'ascension au sein de la Navy d'un jeune chef capable de prendre des initiatives imprévisibles et intrépides, désobéissant aux schémas classiques de la guerre sur mer.
Ces initiatives, emportant l'adhésion en pleine confiance de ses subordonnés, seront couronnées de succès jusqu'aux triomphes des batailles d'Aboukir et de Trafalgar, avec l'anéantissement de la flotte de l'ennemi juré des Britanniques de Pitt, Napoléon.